# Soalala
Soalala est une commune urbaine malgache, chef-lieu du district de Soalala, située dans la partie ouest de la région de Boeny.

## Géographie
La commune urbaine compte plusieurs villages dont celui de Marotia situé sur l'île du même nom, dans la baie de Baly. La ville de Soalala constitue un point de passage et d'accès au parc national du Tsingy de Namoroka.

## Économie
Soalala dispose de l'un des plus importants gisements miniers de fer de Madagascar, estimé à 600 millions de tonnes. Depuis 2010, les investisseurs chinois du consortium WISCo en sont les exploitants.